# Lucille Ricksen

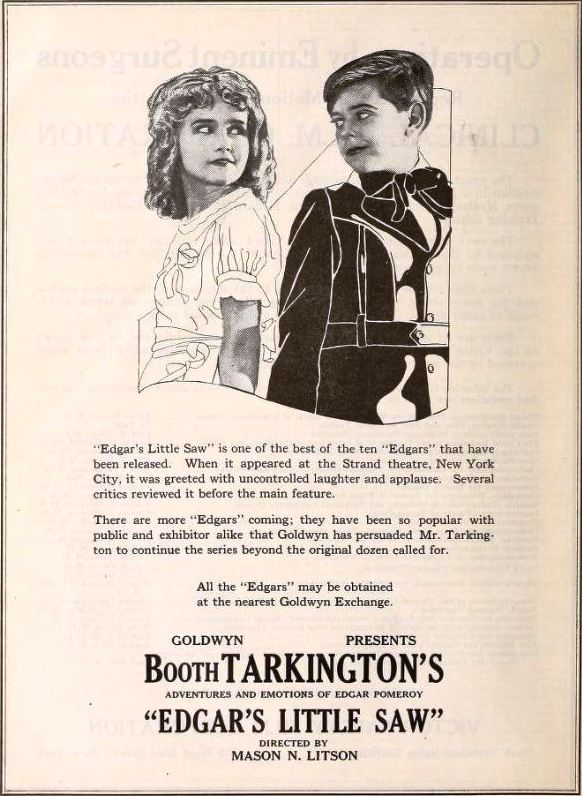
Ricksen, com 10 anos de idade, em um poster promocional do curta metragem de 1920 Edgar's Little Saw

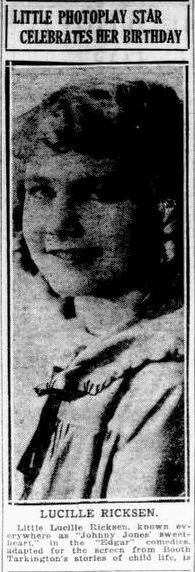
Duluth News Tribune, agosto de 1921, relatando a contribuição de Ricksen para a comédia The Adventures of Edgar Pomeroy

Lucille Ricksen (22 de agosto de 1910 - 13 de março de 1925) foi uma atriz de cinema estadunidense da era do cinema mudo, que atuou em 36 filmes entre 1913 e 1925. Atriz infantil, faleceu aos 14 anos de idade, de tuberculose, tornando-se símbolo da exploração e do excesso da exposição infantil no meio cinematográfico.

## Biografia
Lucille Ricksen nasceu Ingeborg Myrtle Elisabeth Ericksen em Chicago, filha dos imigrantes dinamarqueses Samuel e Ingeborg Nielsen Ericksen. Apesar de a data de nascimento ter sido reportada como sendo 1909, em sua certidão de nascimento consta 1910. Ela tinha um irmão mais velho, Marshall, que nasceu em 1907 e eventualmente atuou em filmes mudos.

## Carreira
Ricksen iniciou sua carreira como modelo infantil e atriz aos 4 anos, tal qual outras crianças da época, entre elas Madge Evans, Helen Chandler e Kittens Reichert. Ricksen tornou-se famosa e deu meios de subsistência a seus pais. Em 1920, ela chegou com sua mãe, Ingeborg, em Hollywood e logo contactou Samuel Goldwyn entrando imediatamente no elenco da comédia em série The Adventures of Edgar Pomeroy. O seriado teve 12 capítulos e se baseou nas histórias de Booth Tarkington, tendo Edward Peil, Jr. no papel de Edgar.
Após deixar o seriado Edgar Pomeroy, Ricksen entrou para o elenco da comédia dirigida por Stuart Paton em 1922, The Married Flapper, ao lado de Marie Prevost e Kenneth Harlan. Em 1922, Ricksen assinou um contrato com o ator e diretor Marshall Neilan, para o drama The Stranger's Banquet, ao lado de Claire Windsor e Hobart Bosworth.
Ricksen esteve no início dos anos 1920 em vários papéis, entre eles destacando-se no papel de Ginger no filme de John Griffith Wray, em 1923, o drama Human Wreckage, que era um filme de prevenção de drogas produzido e estrelado por Dorothy Davenport. O filme foi feito em reação à morte do marido de Davenport, o ator Wallace Reid, viciado em morfina.
De 1920 a 1925, Ricksen atuou ao lado dos mais populares atores da época, entre eles Conrad Nagel, James Kirkwood, Sr., Jack Pickford, Louise Fazenda, Laura La Plante, Anna Q. Nilsson, Blanche Sweet, Bessie Love, Cullen Landis e Patsy Ruth Miller. Ricksen frequentemente retratava personagens muito mais velhas do que ela, e ganhou aclamação da crítica, do público e da indústria do cinema pela maturidade em lidar com temas adultos. Em 1924, aos 14 anos, ela foi uma das WAMPAS Baby Stars, ao lado de atrizes como Dorothy Mackaill e Clara Bow. The WAMPAS Baby Stars foi uma campanha promocional, patrocinada pela United States Western Association of Motion Picture Advertisers, uma associação de anunciantes de cinema, que homenageava treze (quatorze em 1932) jovens mulheres a cada ano, as quais eles acreditavam estarem no limiar do estrelato cinematográfico. Elas foram selecionadas a partir de 1922, até 1934, e eram premiadas anualmente e homenageadas em uma festa chamada WAMPAS Frolic.

## Morte

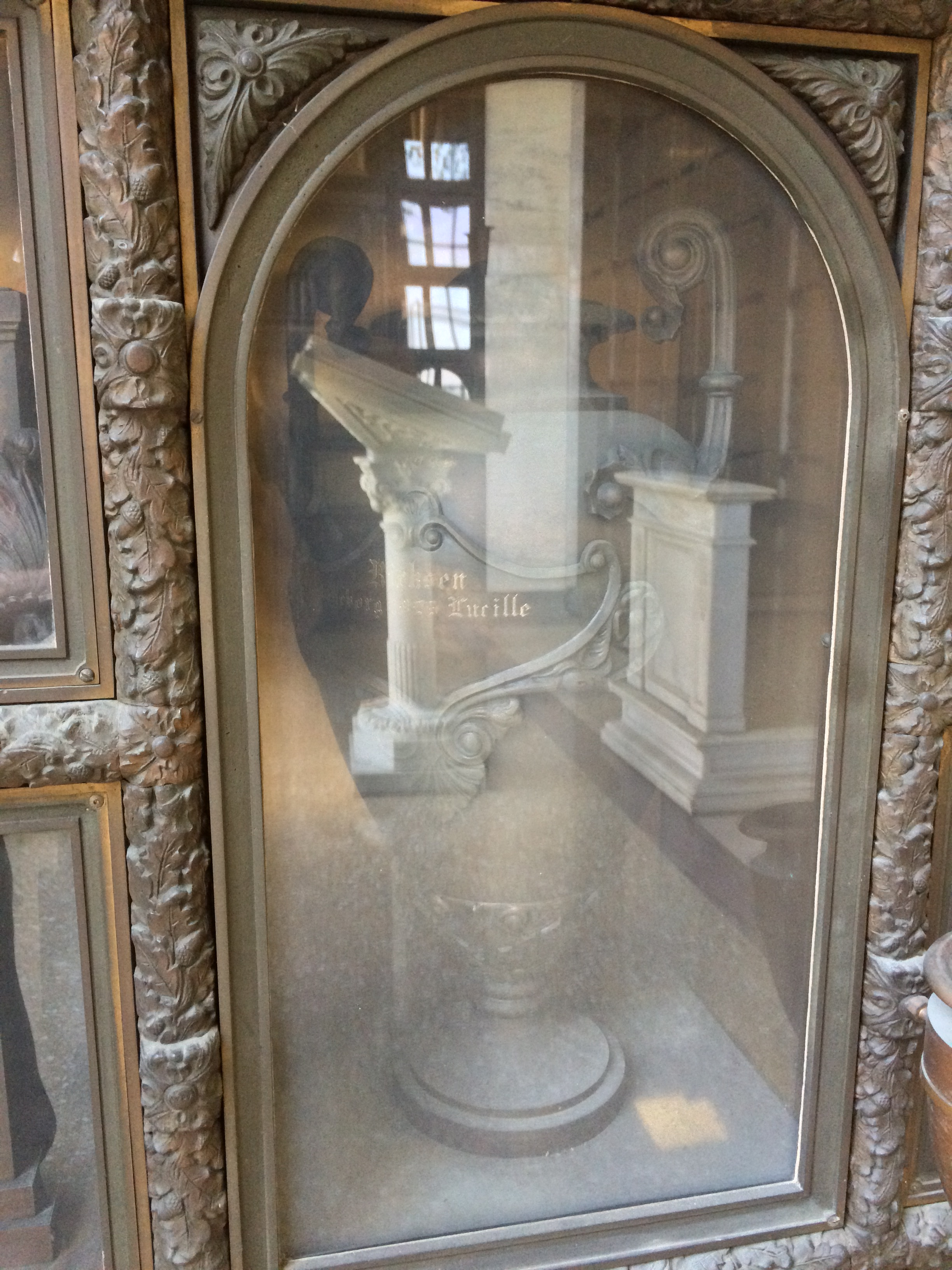
Nicho de Lucille Ricksen no Great Mausoleum, Forest Lawn Memorial Park, em Glendale

Quando estava filmando sob direção de Del Andrews a comédia The Galloping Fish, em 1924, ao lado de Sydney Chaplin e Louise Fazenda, Ricksen adoeceu. Ela atuara em cerca de 10 filmes naquele ano, inclusive o drama popular The Painted Lady, ao lado de George O'Brien e Dorothy Mackaill. Entretanto, sua condição piorou em 1925, e ela foi diagnosticada com tuberculose. O último papel de Ricksen foi ao lado de Claire Windsor e William Haines no drama The Denial, filmado em 1924 e lançado em 1925.
Durante sua doença, seu pai desapareceu. Ricksen esteve acamada nos últimos meses da sua vida e sua mãe Ingeborg tornou-se perturbada e manteve uma vigília de cabeceira sobre a filha. No final de fevereiro de 1925, Ingeborg teve um ataque cardíaco e caiu em cima de sua filha na cama, falecendo. Depois, Ricksen passou a ser tratada por outros atores, incluindo a atriz Lois Wilson. Ela morreu duas semanas depois de sua mãe, em 13 de março de 1925, aos 14 anos de idade.
Lucille Ricksen foi sepultada no Forest Lawn Memorial Park, em Glendale.

## Relatos Póstumos
Após sua morte, a mídia escreveu que sua doença foi devida à má-nutrição e exaustão, pois não parara de trabalhar sob más condições durante 12 anos. Sua morte foi usada como exemplo para outros pais, demonstrando os riscos da exploração infantil.
Uma foto de Ricksen foi destacada no filme de 2011 The Artist. No filme, ela está listada como uma recém-chegada em 1929, quatro anos depois de sua morte na vida real.
A temporada 2, episódio 2 do filme Ghost Inside My Child apresenta uma jovem mulher que acredita ser Lucille Ricksen numa vida passada.

## Filmografia

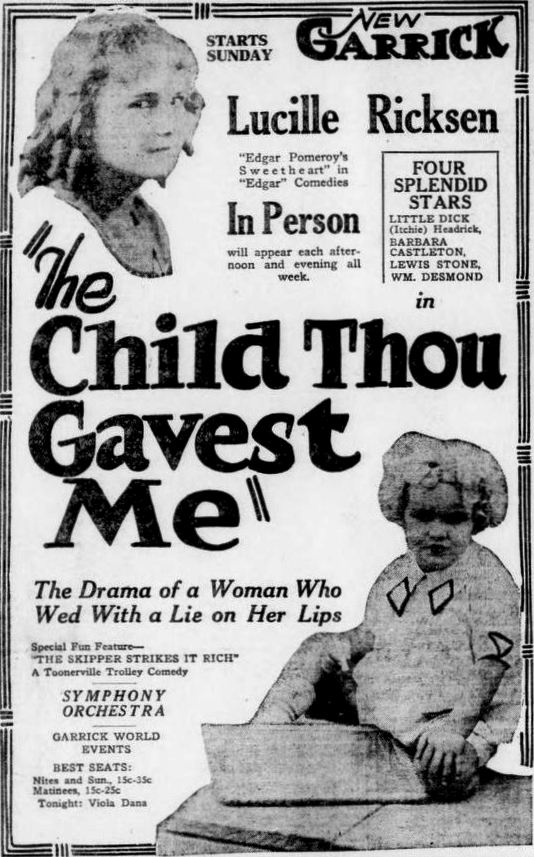
Anúncio do filme The Child Thou Gavest Me (1921), com Richard Headrick como Bobby, porém apresentando também Lucille Ricksen, que não atuava naquele filme, mas sim no seriado The Adventures of Edgar Pomeroy

| Ano  | Título                      | Papel                   | Notas                                        |
| ---- | --------------------------- | ----------------------- | -------------------------------------------- |
| 1920 | Edgar and the Teacher's Pet |                         | Curta-metragem                               |
| 1920 | Edgar's Hamlet              |                         | Curta-metragem                               |
| 1920 | Edgar's Jonah Day           |                         | Curta-metragem                               |
| 1920 | Edgar Takes the Cake        |                         | Curta-metragem                               |
| 1920 | Edgar's Sunday Courtship    |                         | Curta-metragem                               |
| 1920 | Edgar Camps Out             |                         | Curta-metragem                               |
| 1920 | Edgar's Little Saw          |                         | Curta-metragem                               |
| 1920 | Edgar, the Explorer         |                         | Curta-metragem                               |
| 1921 | Edgar's Country Cousin      |                         | Curta-metragem                               |
| 1921 | Edgar's Feast Day           |                         | Curta-metragem                               |
| 1921 | Edgar, the Detective        |                         | Curta-metragem                               |
| 1921 | The Old Nest                | Kate aos 9              |                                              |
| 1922 | The Married Flapper         | Carolyn Carter          |                                              |
| 1922 | Remembrance                 | Criança                 |                                              |
| 1922 | The Girl Who Ran Wild       | Clytie                  |                                              |
| 1922 | Forsaking All Others        | May Wharton             |                                              |
| 1922 | The Strangers' Banquet      | Flapper                 |                                              |
| 1923 | The Social Buccaneer        | Lucille Vail            | Seriado, Filme perdido                       |
| 1923 | One of Three                |                         | Curta-metragem                               |
| 1923 | Under Secret Orders         |                         | Curta-metragem                               |
| 1923 | Trimmed in Scarlet          | Faith Ebbing            | Filme perdido Creditada como Lucille Rickson |
| 1923 | The Secret Code             |                         | Curta-metragem                               |
| 1923 | The Radio-Active Bomb       |                         | Curta-metragem                               |
| 1923 | The Showdown                |                         | Curta-metragem                               |
| 1923 | Human Wreckage              | Ginger                  | Filme perdido                                |
| 1923 | The Rendezvous              | Vera                    |                                              |
| 1923 | The Judgment of the Storm   | Mary Heath              |                                              |
| 1924 | The Galloping Fish          | Hyla Wetherill          |                                              |
| 1924 | The Hill Billy              | Emmy Lou Spence         |                                              |
| 1924 | Those Who Dance             | Ninon                   |                                              |
| 1924 | Young Ideas                 | Eloise Lowden           |                                              |
| 1924 | Behind the Curtain          | Sylvia Bailey           |                                              |
| 1924 | Vanity's Price              | Sylvia, Teddy's fiancee | Título alternativo: This House of Vanity     |
| 1924 | The Painted Lady            | Alice Smith             |                                              |
| 1924 | Idle Tongues                | Faith Copeland          |                                              |
| 1925 | The Denial                  | The daughter            | Filme parcialmente perdido                   |